# Villanueva de Córdoba
Villanueva de Córdoba is een gemeente in de Spaanse provincie Córdoba in de regio Andalusië met een oppervlakte van 430 km². Villanueva de Córdoba telt 9.005 inwoners (1 januari 2016).

## Demografische ontwikkeling

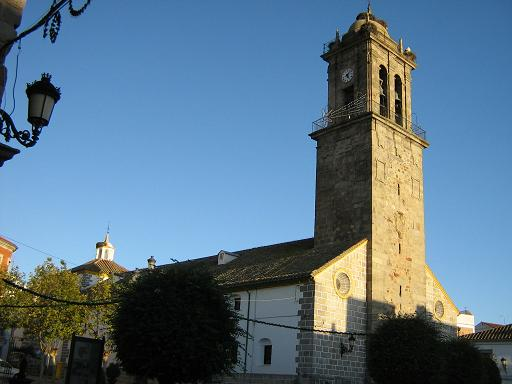
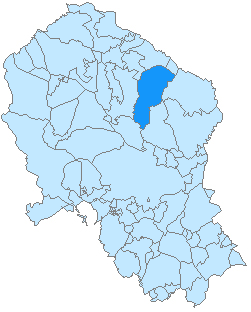
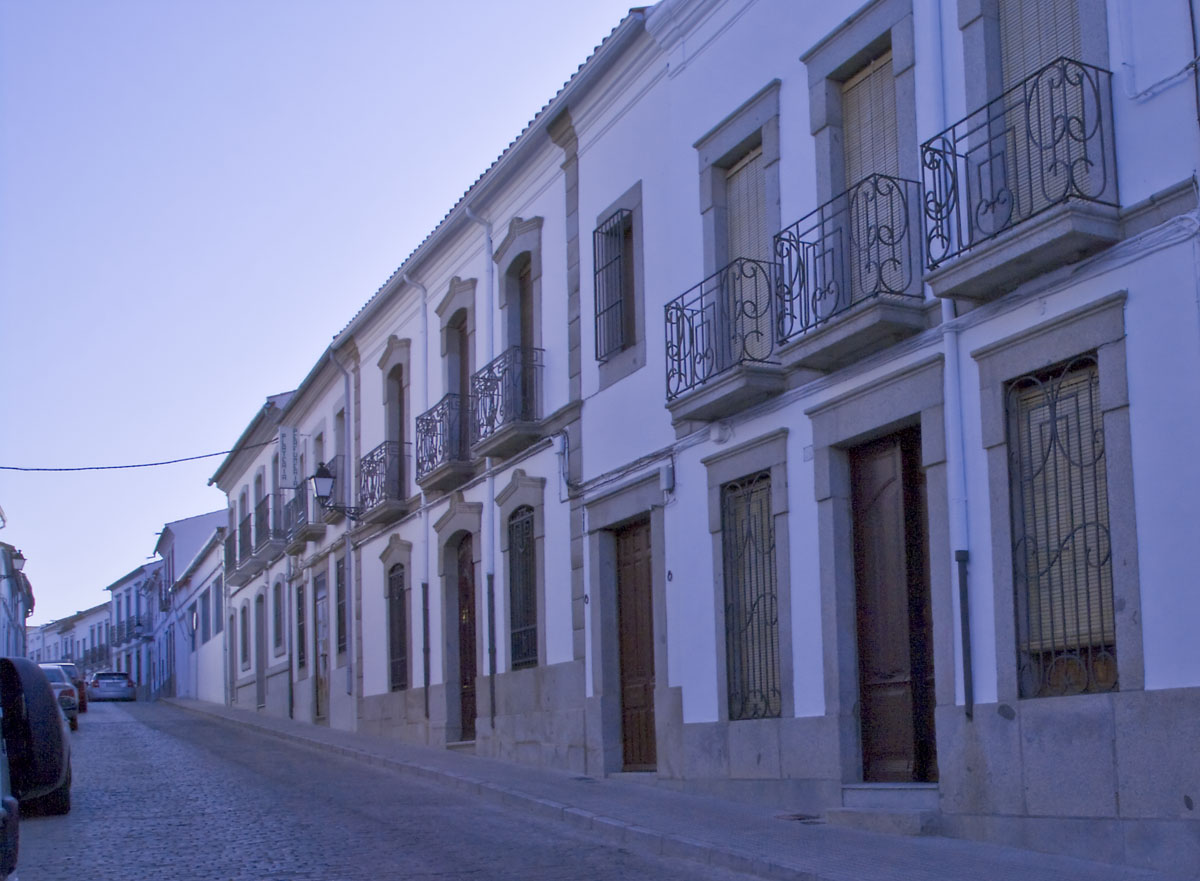
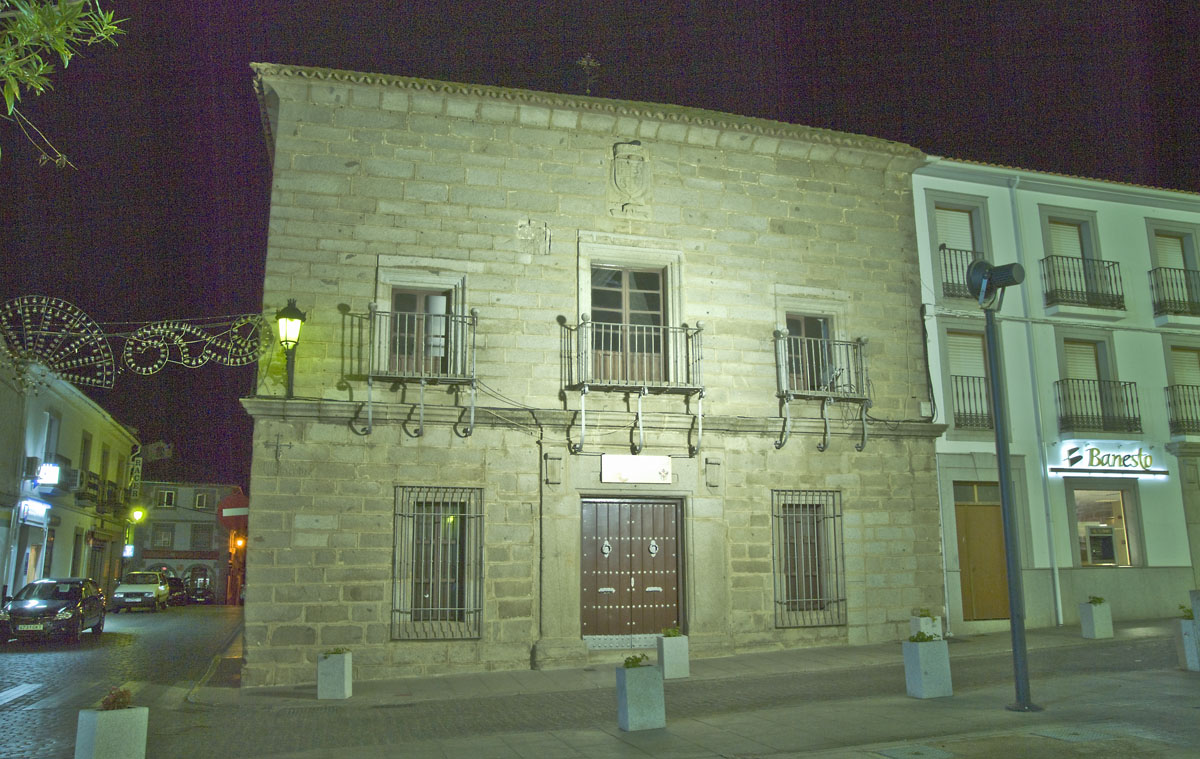
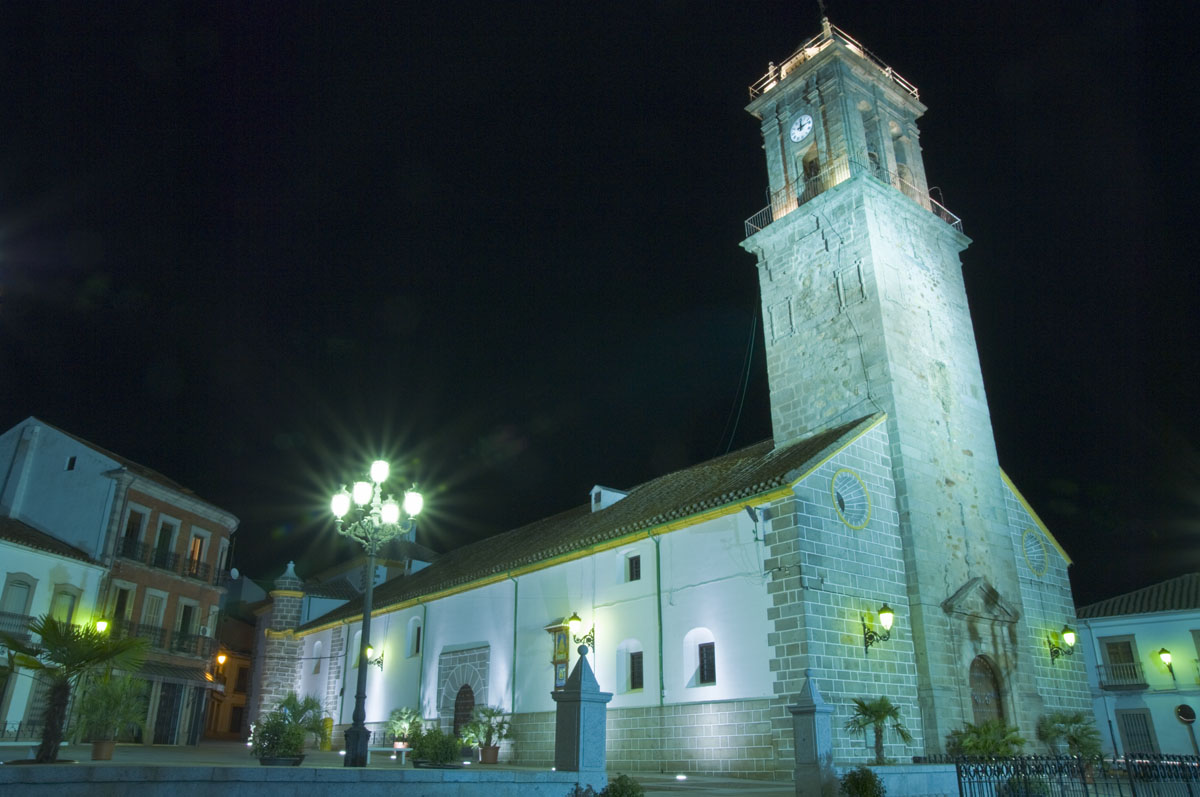
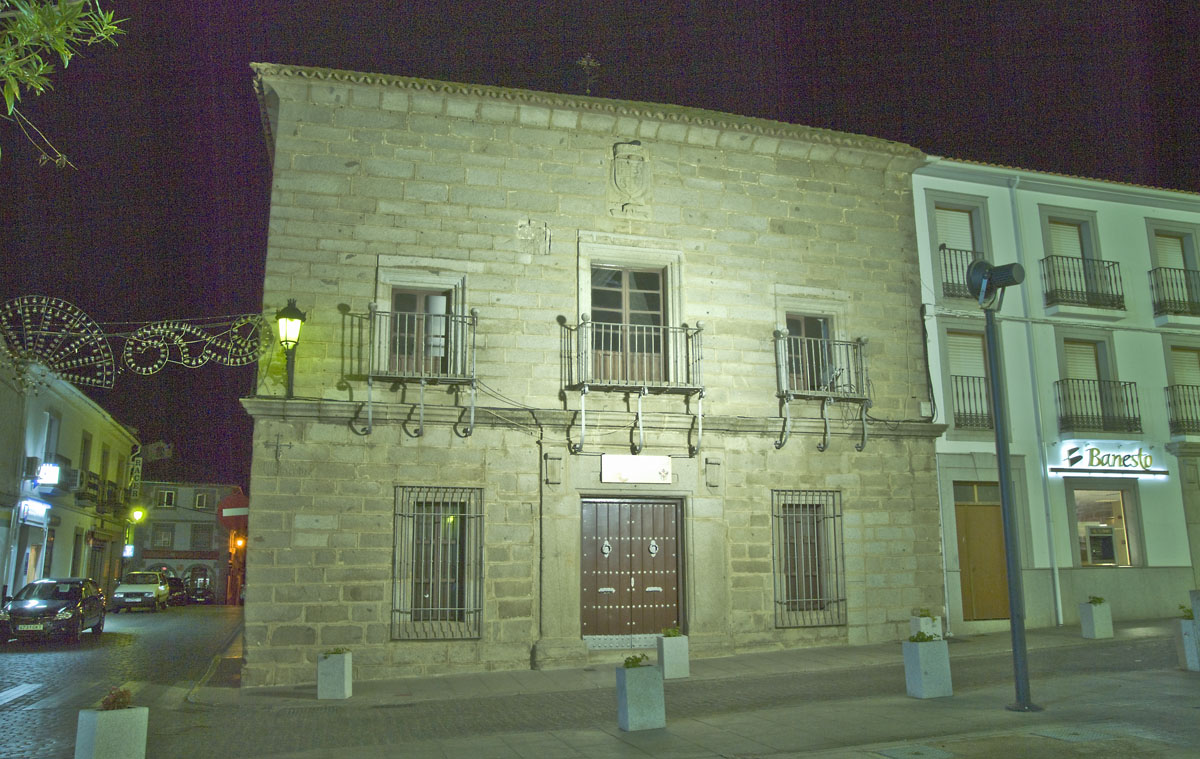

Bron: INE; 1857-2011: volkstellingen